# توپی مشرق
توپی مشرق (به انگلیسی: Topi East) یک منطقهٔ مسکونی در پاکستان است که در خیبر پختونخوا واقع شده‌است.